# WeBo 1
WeBo 1 ist ein planetarischer Nebel im Herznebel und somit im Sternbild Kassiopeia, der nach seinen Entdeckern Ronald F. Webbink und Howard E. Bond benannt ist. Der planetarische Nebel wird von einem jungen Bariumstern in einem Doppelsternsystem gebildet, die einander in 4,7 Tagen umkreisen.